# Saint-George Gingerland
Saint-George Gingerland est l'une des quatorze paroisses de Saint-Christophe-et-Niévès. Elle est située sur Niévès où elle constitue l'une des cinq paroisses de l'île. Le nom vient de « ginger » (gingembre), plante que l'on récoltait sur le territoire. Saint-George Gingerland approvisionne toujours le pays en fruits et en légumes. Par ailleurs, la densité élevée de la paroisse (143 habitants par km2) s'explique par des terres fertiles et une pluviosité abondante.

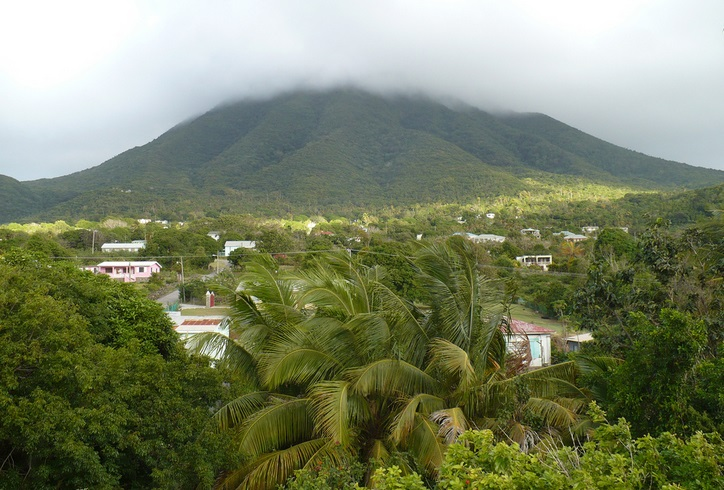
Pic de Nevis et Gingerland, depuis un porche de l'hôtel Hermitage

Autre atout de la paroisse : le tourisme avec des hôtels et des maisons d'hôtes occupant d'anciennes plantations de canne à sucre et d'anciens moulins à vent.
Market Shop, le principal village de la paroisse, héberge l'église anglicane ; les autres villages de Saint-George Gingerland sont, pour la plupart, nichés dans les hauteurs (à quelque 300 mètres d'altitude), avec des températures bien plus supportables que sur la côte.